# То (река)
То (енгл. River Taw) је река у Уједињеном Краљевству, у Енглеској. Дуга је 72 km. Улива се у Бристолски залив. 